# 陳梓峯
陳梓峯（1993年—），前香港北區區議會（御太選區）區議員，山下御太成員。
2019年11月24日，陳梓峯首次參與區議會選舉，在御太選區以3,378票，擊敗得2,981票，尋求連任的工聯會曾勁聰，成功當選。

## 外部連結
- 陳梓峯 Vincent Chan Facebook專頁